# ジョージ・クロフォード (系譜学者)
ジョージ・クロフォード（英語: George Crawfurd、1695年またはそれ以前 – 1748年12月24日）は、スコットランド出身の系譜学者。妻の父ジェームズ・アンダーソンの後押しを受けて、1716年に『スコットランド貴族名鑑』（The Peerage of Scotland）を著した。

## 生涯
トマス・クロフォード（Thomas Crawfurd、1669年またはそれ以前 – 1695年、レンフルーシャーの地主）の三男として生まれた。
1716年6月にメアリー・アンダーソン（Mary Anderson、1748年またはそれ以降に没、ジェームズ・アンダーソンの娘）と結婚、1男4女をもうけたが、唯一の息子は早世した。
1710年に『1034年から1710年までのステュアート王家系譜史』（Genealogical History of the Royal and Illustrious Family of the Stewarts from the year 1034 to the year 1710、エディンバラ、1710年）を著し、1716年に『スコットランド貴族名鑑』（The Peerage of Scotland、エディンバラ、1716年）を著した。このうち、後者は妻の父の後押しを受けて書いた著作である。
1720年代末にサイモン・フレイザーがラヴァト卿位を回復するために訴訟を起こしたとき、フレイザーはラヴァト卿位の調査にクロフォードを雇い、クロフォードは裁判所に提出するための資料をフレイザーに提供した。クロフォードの調査結果がフレイザーの勝訴をもたらしたとされるが、クロフォードが資金難に陥っていたにもかかわらずフレイザーが支払いを拒否したため、クロフォードはフレイザーを大悪党と呼び、次に会ったら全身の骨を折ると述べた。
1748年12月24日、グラスゴーで死去した。

## 著作
- Crawfurd, George (1710). Genealogical History of the Royal and Illustrious Family of the Stewarts from the year 1034 to the year 1710 (英語). Edinburgh: James Watson.
- Crawfurd, George (1716). The Peerage of Scotland: Containing an Historical and Genealogical Account of the Nobility of that Kingdom (英語). Edinburgh.
- Crawfurd, George (1726). Lives and Characters of the Crown Officers of Scotland, from the Reign of King David I to the Union of the two Kingdoms, with an Appendix of Original Papers (英語). Vol. 1. Edinburgh: Robert Fleming and Company.